# Party (1996)
Party ist eine groteske Tragikomödie des portugiesischen Regisseurs Manoel de Oliveira aus dem Jahr 1996.

## Handlung
Zu ihrem 10. Hochzeitstag richtet Leonor mit ihrem Mann Rogério eine Gartenparty im vornehmen Landhaus bei Ponta Delgada auf den Azoren aus, das Rogério von seiner wohlhabenden Familie geerbt hat. Als alle Gäste eingeladen und alle Vorbereitungen getroffen sind, beschließt Leonor plötzlich, die Party wieder einfach abzusagen. Rogério sagt ihr, dies sei unmöglich.
Unter den geladenen Gästen sind zwei besondere Freunde, die bekannte gereifte griechische Schauspielerin Irene und ihr Geliebter, der inzwischen ebenfalls schon etwas ältere Lebemann und Verführer Michel. 
Michel fühlt sich verpflichtet, der jungen, fröhlichen und attraktiven Gastgeberin den Hof zu machen, die auf sein Spiel einzugehen scheint. Seine Avancen bleiben nicht unbemerkt, weder bei Leonors Mann Rogério, obwohl der durch ein Mädchen im Minikleid abgelenkt wird, noch bei Michels Begleiterin Irene. Beide jedoch scheinen sich trotz deutlicher Anzeichen von Eifersucht und Neid sogar darüber zu amüsieren, selbst als Leonor und Michel eine Zeitlang verschwunden bleiben. Die beiden sind an eine nahegelegene einsame Bucht gefahren. Dort kommt es zu einem emotionalen Ausbruch Michels, der Leonor seine Liebe gesteht, aber vollständig gehemmt wirkt. 
Auf dem Höhepunkt der Party, zu der beide zurückgekehrt sind, kommt plötzlich ein gewaltiges Unwetter auf, und der Wind fegt alles und jeden hinweg, so dass die Party sich sofort auflöst.
Einige Zeit später kehren Irene und Michel auf die Azoren zurück. Leonor und Rogério laden sie zum Abendessen auf ihr Anwesen, wo fünf Jahre zuvor der Sturm die Gartenparty so abrupt beendete. Michel hat jedoch Leonor nicht vergessen, und auch sie bewahrte sich ihre Neugier auf den gewandten Verführer Michel. Der alte, unterbrochene Flirt wird nun wieder von beiden aufgenommen, zumal Leonor inzwischen von ihrem eintönigen Eheleben gelangweilt ist und sich offenbar verzweifelt nach einer Abwechslung sehnt, getrieben von ihrem klein gehaltenen inneren Abenteuerdrang.
Die Dinge nehmen ihren Lauf, entwickeln sich dann jedoch unerwartet: Michel und Leonor entschwinden aus dem Raum, nachdem sie sich unerwartete Geständnisse gemacht haben. Irene und Rogério unterhalten sich derweil weiter, mit tiefsinnigen, aber auch komischen Momenten. Als alle vier wieder im Raum zusammentreffen, entspinnt sich das Gespräch weiter, mit einer Reihe gegenseitiger Vorwürfe, Eingeständnisse und Gedankenspiele. Die Beleidigungen eskalieren. Irene lädt Leonor ein, mit ihnen zu kommen und zusammen zu dritt zu leben. Leonor willigt ein und packt ihren Koffer. Wind und Regen beenden die Szene wie in der Gartenparty. Michel zögert im Hauseingang, folgt dann aber dem gebieterischen Ton der Hupe von Irenes Auto. Leonor bleibt mit Rogério zurück. Als dieser ihr eröffnet, inzwischen mittellos zu sein, finden sie beide plötzlich wieder zusammen und schmieden Pläne für ein neues Leben. Leonor schlägt vor, einen Hochzeitsservice zu gründen.

## Stilmittel und Besetzung
Party wirkt wie die Verfilmung eines – allerdings handlungsarmen und dialoglastigen – Theaterstücks. Die Protagonisten sprechen ihre sarkastischen, teils provozierenden und beleidigenden, teils existenziellen Bekenntnisse und philosophischen Reflexionen über Liebe, Alter und Tod oft in theatralischem Ton und direkt in die weitgehend statische Kamera, damit also zum Zuschauer gewandt. Dabei werden sie optisch isoliert und von ihrem sozialen Kontext und störendem Hintergrund befreit. Auch Geräuschkulisse und Farben sind sehr zurückhaltend. Die meist in französischer, gelegentlich in portugiesischer Sprache gesprochenen Dialoge wirken durch die langen Takes und die Fokussierung der Kamera auf die jeweils Sprechenden wie eine Abfolge von kurzen Monologen auf einer Bühne. Die Grenzen zwischen Film, Theater und Leben werden verwischt und zwingen den Zuschauer zu intensivem Zuhören und zur Dauerreflexion (und Selbstreflexion), da sie ununterbrochen mit der Verarbeitung des soeben Gehörten beschäftigt sind. Wer hierbei ermüdet, wird den Film als langweilig empfinden. Die Autorin der Dialoge Agustina Bessa-Luís ist bekannt für die psychologische Präzision, mit der sie Grundkonflikte des sozialen Miteinanders nachzeichnet.
Intertextuelle Bezüge zum Elektra-Mythos, zu Michel Foucaults Ordnung der Dinge oder zu Eça de Queiroz werden deutlich und steigern die Komplexität. Party weist damit deutliche Ähnlichkeiten mit den anderen Alterswerken Oliveiras auf. 
Beim Cast verlässt sich Oliveira wieder auf seine Lieblingsdarsteller wie die kühl-distanzierte Leonor Silveira, die bei aller Rätselhaftigkeit ihrem Mann deutlich zeigt, dass sie ihn nicht liebt, den alternden Egomanen und zaudernden, dabei hochemotionalen Liebhaber Michel Piccoli, die sarkastisch-intellektuelle Irene Papas, die früher die Elektra auf der Bühne gespielt hat und eifersüchtig auf die 30 Jahre jüngere Leonor ist, welche Michels ganze Aufmerksamkeit auf sich zieht, und Rogério Samora als Gefangener einer Beziehung, in der er zunächst der Schwächere ist. Die häufige Zuordnung des Films zum Genre der Komödie wird den tragischen Unterströmungen des Films nicht gerecht: Es gibt einen, der gestärkt aus der Krise hervorgeht, eine schwache Person und zwei, die sich gegen ihre spontanen Gefühle entscheiden.

## Produktion und Rezeption
Der Film wurde 1995 und 1996 auf den Azoren gedreht und von den Filmproduktionsgesellschaften Madragoa Filmes (Portugal) und Gemini Films (Frankreich) produziert, mit finanzieller Unterstützung durch die Filmförderungsanstalten IPACA (heute ICA, Portugal) und CNC (Frankreich), durch das portugiesische Kulturministerium, den französischen Fernsehsender Canal+ und die Regionalregierung der Autonomen Region der Azoren.
Das Drehbuch schrieb der Regisseur Manoel de Oliveira selbst, die Dialoge sind ein Werk der Schriftstellerin Agustina Bessa-Luís.
Seine Premiere feierte der Film am 1. September 1996 im Wettbewerb beim Filmfestival von Venedig 1996, wo er für einen Goldenen Löwen nominiert wurde. In Portugal wurde er erstmals am 1. November 1996 in der Casa das Artes in Porto gezeigt und hatte seinen Kinostart am 29. November 1996.
Er lief auch auf einer Reihe internationaler Filmfestivals, neben Venedig 1994 auch auf dem Toronto International Film Festival, dem Internationalen Filmfestival Thessaloniki und dem Festival Internacional de Cine de Mar del Plata, u. a.
Manoel de Oliveira wurde bei den portugiesischen Globos de Ouro 1997 für den Film als bester Regisseur ausgezeichnet.
Party erschien in Portugal zunächst als VHS-Kassette bei Atalanta Filmes und 2005 dann als DVD bei ZON Lusomundo (heute Teil des Medienunternehmens NOS), und 2008 dort nochmal in einer DVD-Box als Teil einer Werkschau zum hundertjährigen Geburtstag de Oliveiras.

## Kritik
„Ein eher philosophisch-intellektuell als leicht daherkommendes komödiantisches Drama von Manoel de Oliveira, umgesetzt als theatralische Versuchungsanordnung der geistreichen Dialoge und statischen Einstellungen. Der meditative Inszenierungsstil verleiht den kopflastigen Exkursen zu Liebe, Gesellschaft und dem Wesen des Menschseins einen eigenen Reiz.“